# Eugène Prévost (compositeur)
Pour les articles homonymes, voir Eugène Prévost et Prévost.
Eugène Prévost est un chef d'orchestre et compositeur, né à Paris le 23 avril 1809 et mort le 19 août 1872

## Biographie
Eugène Prévost est initié très tôt à la musique par sa sœur aînée, Geneviève-Aimé-Zoë Prévost. Après avoir fait ses débuts de chef d’orchestre au Havre, il s'installa en Louisiane, dirigea à New York et à Philadelphie, ainsi qu'aux Pays-Bas et revint à Paris durant la guerre de Sécession.
Le 26 février 1831 à Paris, il épouse la chanteuse Augustine Dejean-Leroy, dite Éléonore Colon, née en 1807 dans le Nord de la France.
À la fin de l'année 1831, le 3 décembre, un fils prénommé Léon Eugène vient au monde au Havre.
En août 1863, Eugène Prévost est pressenti pour succéder à Georges Hainl, parti diriger l'orchestre de l'Opéra de Paris, comme chef d'orchestre du Grand Théâtre de Lyon, mais finalement c'est Joseph Luigini, directeur de la fanfare lyonnaise, qui est nommé.
Son acte de décès précise qu'il est mort d'une hépatite. 